# Цомет Сфарім
«Цо́мет Сфарі́м» (івр. צומת ספרים; «Перехрестя книг») — друга за розмірами ізраїльська мережа книжкових магазинів.

## Власники
Мережа «Цомет Сфарім» належить Аві Шумеру, Йораму Розу, Ерану Змора (івр. ערן זמורה) та Одеду Модану. Аві Шумер є генеральним директором компанії.

## Історія
В основі ідеї «Цомет Сфарім» була робота зі складами видавництв. Видавцям важко передбачити кількість примірників, які будуть продані з кожного видання. З іншого боку, простір на полицях у книгарнях обмежений, і його потрібно часто заповнювати новими книгами. Тому багато книг часто залишаються на видавничих складах без попиту. Перший магазин «Цомет Сфарім» заснувало видавництво «Змора-Бітан» (івр. כנרת זמורה-ביתן דביר) на складі поблизу кібуца Ґіват-Бреннер у 1996 році з метою «розчищення складів» шляхом продажу примірників (частина була пошкоджена) за цінами, які були на 30 % нижчими за ціни нових книг. Успіх моделі був колосальним на той час.
Товариство з обмеженою відповідальністю «Цомет Сфарім 2002» (івр. צומת ספרים 2002 שותפות מוגבלת) розпочало свою діяльність у грудні 2002 року.
Партнерство утворилося шляхом об'єднання двох книжкових мереж:
- Мережа «Єрід-га-Сфарім» (івр. יריד הספרים; «Книжковий ярмарок»), заснована 1981 року, яка на момент об'єднання мала 15 кнгарень по всій країні;
- Мережа «Цомет Сфарім», заснована в 1996 році, мала 14 магазинів по всій країні до об'єднання.

У серпні 2005 року видавництво «Модан», що належало Одеду Модану (івр. עודד מודן), увійшло як третій партнер мережі.
Мережа відома своїми великими книгарнями, зокрема відділеннями в Ґа'аші та Реґбі. Деякі магазини містять кафе, дитячі куточки та столи для читання. Флагманська філія мережі, що носить назву «Бібліотека», відкрилася на початку 2006 року в торговому центрі «Дізенґоф-центр» у Тель-Авіві.
До 2009 року мережа мала 80 магазинів.
До вересня 2017 року головний конкурент, «Стеймацкі», зменшив кількість своїх магазинів до 140, тоді як «Цомет Сфарім» збільшив до 96. Ці дві мережі контролюють 80 % книжкового ринку в Ізраїлі. Відповідно до слів Шумера мережа зацікавлена мати максимум 100 магазинів, і після того як вони розростуться до цієї цифри, він планує інвестувати тільки у більші магазини, кафе і кращий сервіс. Станом на 1 жовтня 2018 року та 1 квітня 2020 року у мережі було 95 магазинів. 1 листопада 2021 року був 91 магазин у мережі, і 130 у мережі-конкурента, що означало зменшення обох мереж. Станом на 1 січня 2022 року мережа «Стеймацкі» мала 128 магазинів, а «Цомет Сфарім» — 89.
Мережа є піонером у сфері торговельних автоматів з продажу книг в Ізраїлі. Також є вебсайт для продажу книг.

## Виноски
1. ↑  Izikovich, Gili (7 червня 2017). How Bookstores Manipulate Us to Buy More. Haaretz.com. Процитовано 8 жовтня 2018.
2. 1 2  תרבות-הארץ. Mouse.co.il. Архів оригіналу за 24 вересня 2017. Процитовано 8 жовтня 2018. [Архівовано 2017-09-24 у Wayback Machine.]
3. ↑  בוקנט חנות הספרים באינטרנט של רשת צומת ספרים - booknet.co.il. Booknet.co.il. Процитовано 8 жовтня 2018.
4. ↑  Israel's Controversial 'Book Law' Is Gone, but Bargains Aren’t Back. Haaretz.com. 5 червня 2017. Процитовано 8 жовтня 2018.
5. ↑  צומת ספרים סניפים - בוקנט חנות ספרים מקוונת של צומת ספרים. Booknet.co.il. Процитовано 8 жовтня 2018.